# Полона Херцог
Полона Херцог (на словенски: Polona Hercog) е професионална тенисистка от Словения. 

## Биография
Полона Херцог е родена на 20 януари 1991 г. в Марибор, Словения. Тя започва да тренира тенис в родния си град, където e посветена в тайните на играта от известната в близкото минало югославска тенисистка Мима Яушовец. След като завършва школата на Яушовец, 14-годишната Полона Херцог заминава за Италия, където продължава да се усъвършенства професионално.
В професионалния тенис Полона Херцог дебютира през 2007 г., когато участва в турнира „Банка Копер Словения Оупън“, където губи от руската представителка Елена Веснина с 3:6, 7:6, 4:6.
През 2008 г. професионалната кариера на младата словенска тенисистка тръгва стремглаво нагоре. В своя състезателен актив тя записва две титли в юношеските издания на Откритото първенство на Франция и на Уимбълдън. През същата година успява да спечели и престижния турнир „Истанбул Къп“, в надпреварата по двойки, където си партнира с новозеландката Марина Еракович.
През 2010 г., Полона Херцог спечелва първата си титла на сингъл. Това се случва на турнира в мексиканския град Акапулко. В първия кръг на състезанието тя побеждава парагвайската представителка Росана Де Лос Риос с 6:4, 6:1. Във втория етап елиминира френската тенисистка Ализе Корне с 6:4, 6:2, успешно преодолява и унгарката Агнеш Саваи в третия кръг на надпреварата с 6:4, 6:1. В оспорван полуфинален мач преодолява и съпротивата на испанката Карла Суарес Наваро, за да достигне финалната среща, в която надделява над американката Винъс Уилямс с 6:2, 2:6, 6:3. По време на същия турнир, но при двойките словенската тенисистка заедно с чешката си партньорка Барбора Захлавова-Стрицова надделяват във финала над италианките Роберта Винчи и Сара Ерани.
На 08.02.2010 г. Полона Херцог печели турнира в колумбийския град Кали, който е част от официалния календар на Международната тенис федерация (ITF). Във финалния мач словенската тенисистка надделява над представителката на домакините Мариана Дуке-Мариньо с 6:2, 5:7, 6:4. На 12.02.2010 г. печели турнира на двойки в колумбийския град Кали. Във финалната среща заедно с румънската си партньорка Едина Галовиц, преодолява съпротивата на испанските тенисистки Лаура Поус-Тио и Естрела Кабеса Кандела с резултат 3:6, 6:3, 10:8. На 26.09.2010 г. отново е шампионка на двойки от турнира в южнокорейската столица Сеул. Във финалната среща заедно с Юлия Гьоргес побеждават Натали Грандин и Владимира Ухлиржова с резултат 6:3, 6:4.
На 09.07.2011 г. Полона Херцог печели своята първа шампионска титла на сингъл от турнир, намиращ се под егидата на Женската тенис асоциация (WTA). Във финалната среща на турнира в шведския град Бостад, словенската тенисистка надиграва представителката на домакините Йохана Ларсон в двусетов мач с резултат 6:4, 7:5.
На 22.07.2012 г. Херцог печели своята втора шампионска титла на сингъл, от турнир, провеждащ се под егидата на Женската тенис асоциация. Това се случва по време на състезанието в шведския град Бостад. Във финалната среща, тя преодолява съпротивата на представителката на домакините Матилде Йохансон с резултат 0:6, 6:4, 7:5.